# 길벗
길벗은 컴퓨터 서적을 전문으로 출판하는 실용서 출판사로, 이종원이 대표로 일하고 있다. 초기에는 직업과 창업에 대한 실용서를 출판했으며, 1994년 이후 《무작정 따라하기》시리즈(컴퓨터 활용서 시리즈)와 《시나공》시리즈(시험에 나오는 것만 공부하기,컴퓨터관련자격시험 수험서 시리즈)를 출판하고 있다.
2000년에는 자회사인 이지톡(eztoc,대표:김경숙)과 어린이와 청소년부서를 설립하여 어학서적과 어린이와 청소년단행본도 출판하였고, 최근에는 실용서나 경제, 경영등 다양한 분야의 도서를 출판하고 있다.